# ندهي بهالا
ندهي بهالا (بالإنجليزية: Needhi Bhalla)‏ هي عالمة أحياء أمريكية. تبحث في الانقسام الفتيلي والانقسام الاختزالي لدودة الربداء الرشيقة. بهالا، أيضًا، أستاذة مشاركة في جامعة كاليفورنيا، سانتا كروز.

## النشأة والتعليم
كبرت بهالا على الشاطئ الجنوبي من جزيرة لونغ آيلند بالقرب من منطقة كوينز. ولدت لوالدين هنديين من عائلة تدعي خاطري، هاجر والداها من الهند إلى الولايات المتحدة في الستينيات والسبعينيات للحصول على فرصة للتعليم العالي. تعمل والدة بهالا أخصائية تغذية ووالدها مهندس في سلاح الجو الأمريكي.
في عام 1993، عملت بهالا كمتدربة أثناء الفصل الصيفي مع جون كورنبلوم في مختبرات الصحة العامة في مدينة نيويورك. وفي عام 1995 تخرجت بامتياز وحصلت على بكالوريوس في الآداب من كلية كولومبيا (نيويورك).
في أحد الإجازات الصيفية أثناء دراستها الجامعية، عملت بهالا كباحثة في مختبر تيري ميليس في جامعة كولومبيا وهناك اكتشفت اهتمامها ببيولوجيا الخلية. حصلت بهالا على الدكتوراه من جامعة كاليفورنيا، سان فرانسيسكو في عام 2002. وقد أكملت بحث الدكتوراه في مختبر أندرو موراي حيث بحثت في فصل الكروموسومات الانقسامية في الخميرة. كما بحثت بهالا في الانقسام الاختزالي في الربداء الرشيقة (سي. ايليجانس) بعد حصولها على درجة الدكتوراه في معمل آبي ديرنبورغ في مختبر لورانس بيركلي الوطني.

## الحياة المهنية
عملت بهالا كأستاذة مساعدة منذ عام 2008 وحتى 2015 في قسم البيولوجيا الجزيئية والخلوية والتنموية في جامعة كاليفورنيا، سانتا كروز. ثم أصبحت أستاذة مساعدة في عام 2015، وتم منحها درجة أستاذة في عام 2019. تعمل بهالا في مجموعة «أمهات في العلوم» والتي تعمل على تقييم إرشادات المؤتمر العلمي لمعالجة الحواجز التي تواجه الآباء.

## الحياة الشخصية
أنجبت بهالا ولدين.

## روابط خارجية
- ندهي بهالا منشورات مفهرسة من قبل جوجل سكولار